# Tribu Publilia
La tribu Publilia est l'une des trente-et-une tribus rustiques de la Rome antique.
D'après Tite-Live, elle aurait été créée en 358 AUB.